# Combate de Arroyo de la China (enero de 1814)
El combate de Arroyo de la China fue el primer combate de las guerras civiles argentinas que tuvo lugar el 26 de enero de 1814 en la villa de Concepción del Uruguay (o Arroyo de la China) en la provincia de Entre Ríos, República Argentina. 

## Antecedentes
Las diferencias entre el líder de la Banda Oriental José Gervasio Artigas y el gobierno de las Provincias Unidas había alcanzado un punto de no retorno tras el rechazo de los diputados orientales ante la Asamblea del año XIII.
Un conflicto entre guaraníes misioneros llevaría al estallido. A mediados de 1813 se produjo la rebelión de Domingo Manduré, partidario de Artigas, y de fray José Leonardo Acevedo contra el alcalde de Mandisoví, capitán Pablo Areguatí, que se extendió rápidamente a Yapeyú, La Cruz (Corrientes) y finalmente a toda la ribera occidental misionera del río Uruguay.
El "teniente gobernador de todos los pueblos de Misiones" Bernardo Pérez Planes acudió en ayuda de Areguatí desde Yapeyú, pero el 28 de agosto de 1813 fue sitiado en Mandisoví por Manduré y Féliz Carrasco y 8 días después rompió el sitio para replegarse.
En los primeros días de enero de 1814 Artigas comisionó al comandante Fernando Otorgués hacia la zona de Mercedes, en donde reclutó milicianos y hostilizó a las fuerzas al mando del capitán de dragones José Pereyra de Lucena que se hallaban en Santo Domingo Soriano. Este debió retirarse al pueblo de Las Víboras y el 9 de enero de 1814 el comandante Blas José Pico avisaba a Buenos Aires desde Colonia del Sacramento sobre los movimientos sospechosos de las fuerzas de Artigas.
El conflicto escaló cuando el 20 de enero de 1814 Artigas abandonó el sitio de Montevideo, y fue seguido por 3000 hombres que marcharon a la zona en conflicto ante la previsible intervención de tropas directoriales.

## Arroyo de la China
Mientras Pérez Planes marchaba desde el norte para reunirse en el centro de la provincia de Entre Ríos con las fuerzas directoriales al mando de Hilarión de la Quintana (situado en Concepción del Uruguay con el cargo de "comandante general de Entre Ríos") y del coronel Eduardo Kaunitz, barón de Holmberg (enviado desde Santa Fe), Artigas estableció su cuartel general en los potreros del arroyo Arerunguá (actual departamento de Salto) y ordenó a Otorgués cruzar el río Uruguay para reunirse con las partidas artiguistas lideradas por Blas Basualdo. Artigas ordenó atacar a las fuerzas de Pérez Planes, Holmberg y Quintana por separado para impedir su reunión, contando con la colaboración del paraguayo Vicente Antonio Matiauda — artiguista situado en Candelaria que defeccionó de su gobierno — para atacar al primero.
La situación de Quintana en Concepción del Uruguay era desesperada. Los focos rebeldes se encendían por todo el territorio, y tenía noticias de que era inminente el ataque de Otorgués que concentraba cerca de dos mil hombres en Paysandú, y de la escuadrilla realista de Jacinto de Romarate que se encontraba en las inmediaciones. Además, había noticias de que las fuerzas de Artigas estaban auxiliando a los buques realistas con víveres frescos.
Artigas escribió a Matiauda el 26 de enero de 1814:

Ya llegó el caso. Active Vd. por su parte el momento de formalizar nuestra unión. Mis operaciones han comenzado ya. A esta fecha tengo a una de mis fuerzas atacando a Quintana en el Arroyo de la China. Yo me hallo en las inmediaciones del Tacuarembó chico, por levantar mi campamento y marchar con él a destruir a Planes (...)

Otorgués cruzó el río con rapidez anticipando los movimientos de sus adversarios y atacó por sorpresa la guarnición que al mando del mayor Manuel Pinto Carneiro defendía la villa de Arroyo de la China. Pinto Carneiro sufrió deserciones masivas y no pudo resistir el ataque, consiguiendo replegarse con 45 hombres y reunirse a la columna de Holmberg que había arribado a la Bajada del Paraná el 10 de febrero.
Por su parte, Quintana con sólo veinte hombres a su mando directo consiguió escapar de una celada en la estancia de Ángel Mariano Elía — en la que estuvo a punto de ser capturado su colaborador Cipriano José de Urquiza — y se replegó a Gualeguaychú. Tiempo después escribiría explicando su decisión «Se habían sublevado ya tres compañías y desertado para unirse con las tropas de Artigas. Rodeado de divisiones contrarias, hallándose Otorgués ya en Arroyo de la China con 1400 hombres y Romarate en Paysandú, y yo sin más fuerza que veinte hombres por haberse deshecho la que encargué al mayor Pintos, resolví mi retirada al Gualeguaychú, en que permanecí veinticuatro horas, y hallándose sin esperanza de más recursos, me embarque para Buenos Aires.»
Por abandonar el frente de la lucha por la independencia, el 11 de febrero el director supremo Gervasio Antonio de Posadas declaró infame, traidor y enemigo de la patria a Artigas y ofreció 6000 pesos a quién lo entragase vivo o muerto. Artigas respondió declarando por su parte la guerra al "directorio porteño". La guerra civil había comenzado.